# The god of electricity
The god of electricity is een studioalbum van de Britse band Radio Massacre International (RMI).
Het was het laatste album dat RMI uitgaf via Centaur Discs Ltd. en het had veel weg van een album dat werd gebruikt om aan hun contract voor een laatste album te voldoen. De opnamen vonden namelijk plaats in de zomer in 1994, voordat de muziekgroep haar naam aan nam. De groep was toen nog gesitueerd in Manchester (in plaats van Londen). De muziek is grotendeels tot stand gekomen via improvisatie in de geluidsstudio in Manchester. Daarna is er in Londen langdurig aan de muziek gesleuteld, totdat RMI het 'waardig' vond het album uit te brengen. De muziek van dit album lag in het verlengde van hun voorbeeld Tangerine Dream uit de beginjaren 70. Eén lang stuk is verdeeld in een aantal secties die achter elkaar door worden gespeeld.

## Musici
- Steve Dinsdale, Duncan Goddard, Gary Houghton – synthesizers, gitaar, basgitaar

## Muziek
| Nr. | Titel                           | Duur  |
| --- | ------------------------------- | ----- |
| 1.  | The god of electricity (part 1) | 5:59  |
| 2.  | The god of electricity (part 2) | 10:11 |
| 3.  | The god of electricity (part 3) | 13:13 |
| 4.  | The god of electricity (part 4) | 13:05 |
| 5.  | The god of electricity (part 5) | 4:35  |
| 6.  | The god of electricity (part 6) | 4:26  |
| 7.  | The god of electricity (part 7) | 8:10  |